# Patrera armata
Patrera armata är en spindelart som först beskrevs av Arthur M. Chickering 1940.  Patrera armata ingår i släktet Patrera och familjen spökspindlar. Inga underarter finns listade i Catalogue of Life.